# Relationship of Command
Relationship of Command è il terzo album in studio del gruppo statunitense degli At the Drive-In, pubblicato nel 2000 dalla Grand Royal Records. La versione australiana del disco include la bonus track Catacombs. La ristampa della Fearless Records include invece come bonus track i pezzi Extracurricular e Catacombs. Il pezzo Rolodex Propaganda ospita alla voce Iggy Pop, che appare anche nell'intro di Enfilade.

## Tracce
1. Arcarsenal – 2:55
2. Pattern Against User – 3:17
3. One Armed Scissor – 4:19
4. Sleepwalk Capsules – 3:27
5. Invalid Litter Dept. – 6:05
6. Mannequin Republic – 3:02
7. Enfilade – 5:01
8. Rolodex Propaganda – 2:55
9. Quarantined – 5:24
10. Cosmonaut – 3:23
11. Non-Zero Possibility – 5:36
12. Catacombs – 4:13

## Formazione
- Cedric Bixler Zavala - voce
- Jim Ward - chitarra, voce
- Omar Rodríguez-López - chitarra
- Paul Hinojos - basso
- Tony Hajjar - batteria